# Пападат-Бенджеску, Гортензия

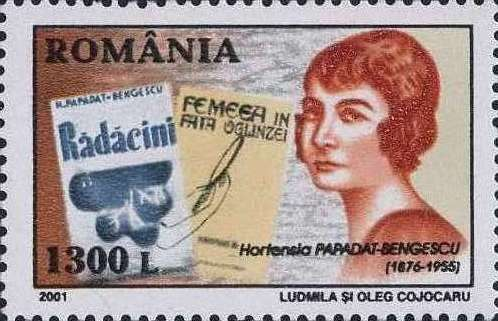
Почтовая марка Румынии с изображением Гортензии Пападат-Бенджеску

Гортензия Пападат-Бенджеску (рум. Hortensia Papadat-Bengescu ; 8 декабря 1876, Ивешти, уезд Текуч (ныне жудец Галац Румынская Молдавия)- 5 марта 1955, Бухарест, Румынская Народная Республика) — румынская писательница и драматург.

## Биография
Родилась в семье генерала. Образование получила в Бухаресте. В 20-летнем возрасте вышла замуж за чиновника магистрата. Из-за частых переводов мужа из одного города в другой, семья переезжала вместе с ним. Родила 4-х дочерей.
Во время Первой мировой войны служила медсестрой в волонтёрской организации Красного Креста, о чём рассказала в одном из своих романов «Balaurul».
С 1933 года жила в столице Румынии. В 1946 году был награждена Национальной премией по литературе.
Запрещенная коммунистическим режимом, в старости жила в бедности, без каких-либо средств к существованию. Умерла в забвении 5 марта 1955 года в Бухаресте в возрасте 79 лет.
После 1965 года творчество писательницы постепенно стало возвращаться из забвения.
Похоронена на кладбище Беллу в Бухаресте.

## Творчество
Дебютировала в 1912 году. Свои первые произведения писала на французском языке. Её наставником в литературе был Гарабет Ибрэиляну, который помог молодой писательнице опубликовать свои первые работы.
Автор отточенной психологической прозы, с холодным аналитизмом хирурга в своих романах вскрывает за изысканной респектабельностью буржуазного общества его пороки и язвы. В прозе писательницы прослеживаются начала модернистского романа  («Концерт из произведений Баха»).
Высшее достижение её творчества — цикл романов, раскрывающих моральную деградацию буржуазной семьи: «Непричёсанные девушки» (1926), «Концерт из произведений Баха» (1927), «Тайный путь» (1933).

## Избранные произведения
Рассказы, повести, короткие романы
- Ape adânci (1919)
- Sfinxul (1920)
- Femeia în fața oglinzii (1921)
- Balaurul (1923)
- Romanță provincială (1925)
- Desenuri tragice (1927)

Драматургия
- Povârnișul (1915)
- Bătrânul (1920)
- Teatru
  - Bătrânul,
  - A căzut o stea,
  - Medievala,
  - Sora mea, Ana.

Цикл романов «Галифакс»
- Fecioarele despletite (1925)
- Concert din muzică de Bach (1927)
- Drumul ascuns (1932)
- Rădăcini (1938)

Другие романы
- Logodnicul, 1935
- Străina.